# Laguna Bellavista, Bolivia
Laguna Bellavista är en sjö i Bolivia.   Den ligger i departementet Santa Cruz, i den nordöstra delen av landet, 700 km nordost om huvudstaden Sucre. Laguna Bellavista ligger 160 meter över havet. Arean är 24,8 kvadratkilometer. Den sträcker sig 5,6 kilometer i nord-sydlig riktning, och 5,8 kilometer i öst-västlig riktning.
I omgivningarna runt Laguna Bellavista växer i huvudsak städsegrön lövskog. Trakten runt Laguna Bellavista är nära nog obefolkad, med mindre än två invånare per kvadratkilometer.